# لوی برگ
لوی برگ (به لاتین: Levy Bereg) یک منطقهٔ مسکونی در روسیه است که در استان آمور واقع شده‌است.